# Décès en 1145
Décès
- 1141
- 1142
- 1143
- 1144
- 1145
- 1146
- 1147
- 1148
- 1149

Cette page dresse une liste de personnalités mortes au cours de l'année 1145 :
- après janvier : Mahaut d'Albon, noble de la maison d'Albon puis comtesse de Savoie.
- 15 février : Lucius II, pape.
- 27 mars : Albéron II de Chiny-Namur, princier de Metz puis prince-évêque de Liège.
- 10 septembre : Fujiwara no Tamako, impératrice consort de l'empereur Toba du Japon et mère des empereurs Sutoku et Go-Shirakawa.
- 27 septembre : Guillaume de Messines, prieur du Saint-Sépulcre, puis patriarche latin de Jérusalem.

- Abu Mansur Mauhub al-Jawaliqi (en), grammairien arabe.
- `Ala' ad-Dawla `Alî (en), sultan seldjoukide.
- Baudouin, cardinal français.
- Bellinus de Padoue (en), évêque de Padoue et martyr.
- Gabriel II d'Alexandrie, primat copte.
- Gallus Anonymus, moine bénédictin, ayant écrit une chronique de l’histoire de la Pologne.
- Geoffroy III de Vendôme, comte de Vendôme.
- Geoffroy III (en), vicomte de Châteaudun.
- Gillebert (en), évêque de Limerick (en) (Irlande).
- Gregorio Tarquini (en), cardinal italien.
- Guido di Castelfidardo, cardinal italien.
- Magnus Haraldsson, co-roi de Norvège.
- Michel II, patriarche de Kiev et de toute la Rus'.
- Platon de Tivoli (né en 1110), astronome, traducteur et mathématicien italien.
- Ruaidhri Ua Flaithbheartaigh (en), roi d'Iar Connacht (en).
- Tachfin Ben Ali, souverain de la dynastie almoravide.
- Zhang Zeduan, peintre chinois.

## Crédit d'auteurs
- Cet article est partiellement ou en totalité issu de l'article intitulé « 1145 » (voir la liste des auteurs).